# Жерденовка
Жерде́новка (укр. Жерденівка) — село на Украине, находится в Гайсинском районе Винницкой области.
Код КОАТУУ — 0520882003. Население по переписи 2001 года составляет 836 человек. Почтовый индекс — 23750. Телефонный код — 4334.
Занимает площадь 0,312 км².

## Адрес местного совета
23750, Винницкая область, Гайсинский р-н, с.Жерденовка, ул.Ленина, 30